# Julio Jiménez
Julio Jiménez Muñoz (født 28. oktober 1934 i Ávila, død 7. juni 2022) var en spansk professionel landevejscykelrytter. Kendt som en bjergspecialist vandt Jiménez seks bjergtrøjer i Grand Tourene.

## Eksterne links
- Julio Jiménez' profil på CycleBase (engelsk)
- Julio Jiménez' profil på Cykelsiderne
- Julio Jiménez' profil på ProCyclingStats (engelsk)
- Julio Jiménez' profil på FirstCycling

| Cykling | Spire Denne biografi om en spansk cykelrytter er en spire som bør udbygges. Du er velkommen til at hjælpe Wikipedia ved at udvide den. |